# Bromheadia
Bromheadia — монофилетический род многолетних эпифитных и наземных травянистых растений семейства Орхидные (Orchidaceae).
Все виды рода Bromheadia входят в Приложение II Конвенции CITES. Цель Конвенции состоит в том, чтобы гарантировать, что международная торговля дикими животными и растениями не создаёт угрозы их выживанию.
Аббревиатура родового названия в любительском и промышленном цветоводстве — Brom..
Род не имеет устоявшегося русского названия.

## Этимология
Род назван в честь ботаника Эдварда Бромхэда.

## Распространение
Юго-Восточная Азия, Индия, Малайзия, Новая Гвинея, Австралия, острова Тихого океана.

## Биологическое описание
Симподиальные растения средних и крупных размеров. Вегетативная часть многих видов напоминает дендробиумы.

## Виды
По данным Королевских ботанических садов в Кью:
- Bromheadia alticola Ridl., 1891
- Bromheadia annamensis Aver. & Averyanova, 2006
- Bromheadia aporoides Rchb.f., 1878
- Bromheadia borneensis J.J.Sm., 1917
  - Bromheadia borneensis var. borneensis
  - Bromheadia borneensis var. longiflora Scheind. & de Vogel, 1997
- Bromheadia brevifolia Ridl., 1897
- Bromheadia cecieliae Kruiz., 1997
- Bromheadia coomansii J.J.Sm. ex Kruiz. & de Vogel, 1997
- Bromheadia crassiflora J.J.Sm., 1931
- Bromheadia devogelii Kruiz., 1997
- Bromheadia divaricata Ames & C.Schweinf. in O.Ames, 1920
- Bromheadia ensifolia J.J.Sm., 1926
- Bromheadia falcifolia Schltr., 1912
- Bromheadia finlaysoniana (Lindl.) Miq., 1859
- Bromheadia gracilis Kruiz. & de Vogel, 1997
- Bromheadia graminea Kruiz. & de Vogel, 1997
- Bromheadia grandiflora Kruiz. & de Vogel, 1997
- Bromheadia humilis Kruiz. & de Vogel, 1997
- Bromheadia latifolia Kruiz. & de Vogel, 1997
- Bromheadia lohaniensis Kruiz. & de Vogel, 1997
- Bromheadia longifolia Kruiz. & de Vogel, 1997
- Bromheadia pendek de Vogel, 1997
- Bromheadia pulchra Schltr., 1912
- Bromheadia pungens Ridl., 1897
- Bromheadia robusta Kruiz. & de Vogel, 1997
- Bromheadia rupestris Ridl., 1897
- Bromheadia scirpoidea Ridl., 1900
- Bromheadia srilankensis Kruiz. & de Vogel, 1997
- Bromheadia tenuis J.J.Sm., 1931
- Bromheadia truncata Seidenf., 1984

## Использование
Корни Bromheadia finlaysoniana отваривают и принимают внутрь при ревматизме и болях в суставах.